# Бельская Воля
Бе́льская Во́ля (укр. Більська Воля) — село в Варашской городской общине Варашского района Ровненской области Украины.
Население по переписи 2019 года составляло 1816 человек. Почтовый индекс — 34350. Телефонный код — 3634. Код КОАТУУ — 5620881201.